# Neotheronia austera
Neotheronia austera là một loài tò vò trong họ Ichneumonidae.